# Kamiane (oblast de Zaporijjia)
Kamiane (ukrainien : Кам'яне, russe : Каменное, Kamennoïé) est une commune urbaine de l'oblast de Zaporijjia, en Ukraine. Elle compte 1 141 habitants en 2021.

## Géographie
Le village se trouve à 1 km de la rive droite de la rivière Mokra Moskovka. Le village de Koupryianivka se trouve en amont à 4,5 km. Le village de Droujelioubivka est à 1,5 km.

## Histoire
Les khoutors de Troujenik et de Vozdvijenka sont fondés en 1886 et sont à l'origine du village de Kamenny formé en 1945. Il reçoit son statut de commune urbaine en 1986. La commune comprenait 1 617 habitants en 1989 et 1 217 habitants en 2013. Une carrière de granit y est en activité.